# Erdmannhausen
Erdmannhausen – miejscowość i gmina w Niemczech, w kraju związkowym Badenia-Wirtembergia, w rejencji Stuttgart, w regionie Stuttgart, w powiecie Ludwigsburg, wchodzi w skład związku gmin Marbach am Neckar. Leży ok. 10 km na północny wschód od Ludwigsburga.

## Demografia
(rok: liczba mieszkańców)
- 1634: 80
- 1925: 1 200
- 2005: 4 842